# Чернігівець Тимофій
 Тимофі́й Черні́гівець 1891 р.н., аматор-бандурист з м. Чорнобиля Київської області, товариш майстра бандур Н. І. Глушака. Заарештовано 30.10. 1937 року Чорнобильським НКВС за «участь у контр-революційній організації». Постановою Особливої трійки КОУ НКВС від 16.10.1937 року ув'язнено на 10 років до концентраційних таборів за ст. 54-10 КК УРСР.
Реабілітовано постановою КОУ КДБ № 1949-58 від 27.11. 1958 року.
Чернігівець Т. проходив у справах Глушака Н. та Дорошка Ф. — Копана Г.